# Jorge Pulido
Jorge Pulido Mayoral (ur. 8 kwietnia 1991 w Castillo de Bayuela) – hiszpański piłkarz występujący na pozycji obrońcy w Huesce.